# Manolo Lama

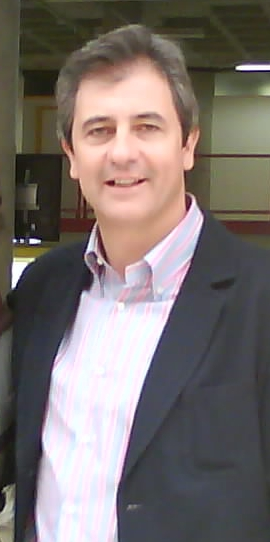
Manolo Lama 2010

Manolo Lama (* 1962 in Madrid) ist ein spanischer Moderator des Radiosenders Cadena COPE, der hauptsächlich Fußballspiele kommentiert. Meist analysiert er gemeinsam mit Paco González Liveübertragungen unterschiedlichster Turniere. Er kommentiert nicht nur Spiele der Primera División, sondern auch der spanischen Fußballnationalmannschaft.
Manolo Lama und Paco González sind ebenfalls als Kommentatoren bei Computerspielen, wie zum Beispiel FIFA 09 von EA Sports, zu hören. Zusätzlich moderiert er noticias cuatro (Sport) von Montag bis Freitag.
Am 10. Januar 2011 hat der Radiosender Cadena COPE veröffentlicht, dass Manolo Lama sich an die neue Sportabteilung anschließt, und so beendet er seine Arbeit in Cadena SER.
| Personendaten    | Personendaten             |
| ---------------- | ------------------------- |
| NAME             | Lama, Manolo              |
| KURZBESCHREIBUNG | spanischer Radiomoderator |
| GEBURTSDATUM     | 1962                      |
| GEBURTSORT       | Madrid                    |